# Ґолембін-Парцеле
Ґолембін-Парцеле (пол. Gołębin-Parcele, нім. Taubenau) — село в Польщі, у гміні Любранець Влоцлавського повіту Куявсько-Поморського воєводства.
Населення — 98 осіб (2011).
У 1975-1998 роках село належало до Влоцлавського воєводства.

## Демографія
Демографічна структура станом на 31 березня 2011 року:
|          | Загалом | Допрацездатний вік | Працездатний вік | Постпрацездатний вік |
| -------- | ------- | ------------------ | ---------------- | -------------------- |
| Чоловіки | 55      | 11                 | 33               | 11                   |
| Жінки    | 43      | 9                  | 22               | 12                   |
| Разом    | 98      | 20                 | 55               | 23                   |